# 中南大區 (布基納法索)
中南大區（法語：Centre-Sud）是布基納法索十三個大區之一，位於該國南部。面積11,321平方公里。2006年人口638,379人。首府芒加。
本區下轄三省，即巴澤加省、宗德韋奧戈省和納烏里省。